# Fairchild C-119 Flying Boxcar
«Фейрчайлд» C-119 «Флаїнг Бокскар» (англ. Fairchild C-119 Flying Boxcar) — американський середній військово-транспортний літак виробництва авіакомпанії Fairchild Aircraft, розроблений наприкінці 1940-х років на базі літака часів Другої світової C-82 «Пекет». Літак мав характерну двобалкову конструкцію планера і оснащувався потужнішими 28-циліндровими двигунами Pratt & Whitney R-4360-4 Wasp Major. Загалом було випущено майже 1200 одиниць. У військовій авіації за свою незвичну форму та вантажність здобув прізвисько «літаючий вантажний вагон» (англ. Flying Boxcar).

## Історія
Військово-транспортний літак C-119 Flying Boxcar надійшов на озброєння американських Повітряних сил напередодні війни в Кореї, де йому довелося зіграти величезну роль як транспортний засіб для перекидання особового складу, військової техніки, майна, а також як засіб для десантування парашутних десантів у тилу північно-корейських військ. У липні 1950 року перші чотири C-119 були відправлені до Тихоокеанського командування для випробувань нового літака у бойових умовах. Довівши свою надійність, через два місяці C-119 надійшли на оснащення 314-ї авіаційної транспортної групи і проходив службу в Кореї протягом усієї війни.
У грудні 1950 року, після того як китайські війська підірвали міст у найвужчій точці на маршруті евакуації між Кото-рі та Хиннамом, блокувавши шляхи відведення сил ООН, вісім C-119 були використані для скидання переносних секцій мосту парашутним способом. Міст, що складався з восьми окремих 16-футових секцій, вагою 2900 фунтів, був скинутий по одній секції, використовуючи два парашути на кожну секцію. Військові інженери корпусу морської піхоти та армії США зібрали тимчасовий міст, що дозволило оонівським силам дістатися до Хиннаму.

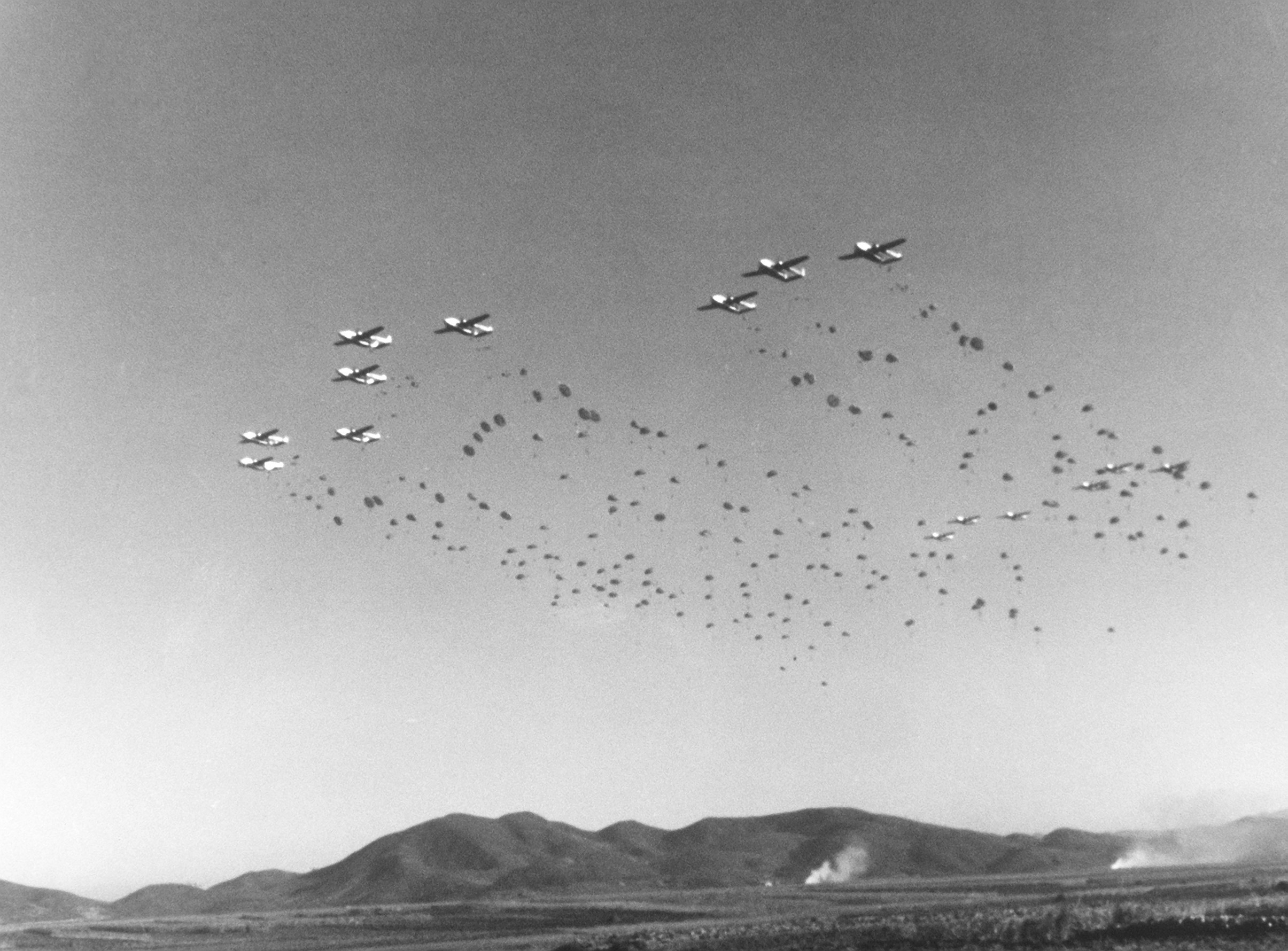
Десантування 187-ї полкової бойової групи американських десантників поблизу Сунчхон. Операція «Вільям». Жовтень 1950

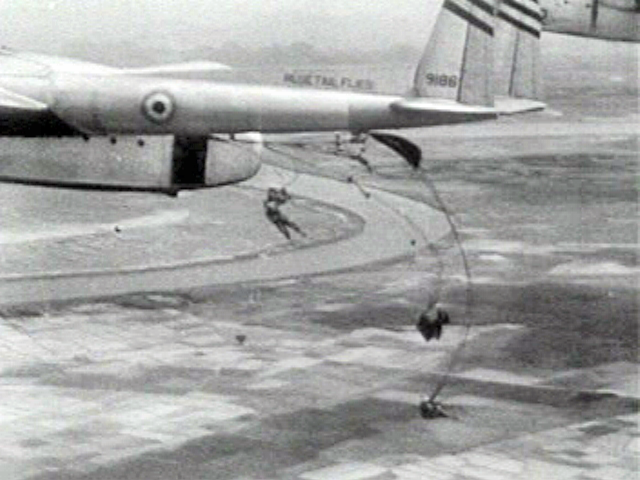
Висадка французьких парашутистів з C-119 в битві при Дьєнб'єнфу. 1954

У жовтні 1950 та у березні 1951 року військово-транспортні літаки залучалися до висадки повітряного десанту в операціях «Вільям» та «Томагавк» відповідно. В операції «Вільям» вперше в бойових умовах проводилося випробування нових військово-транспортних літаків C-119, що йшли на зміну ветеранам Другої світової війни C-47. Нові літаки могли перевозити до 23 озброєних парашутистів і до 19 вантажних парашутів із зброєю, боєприпасами або продовольством одночасно. У смузі прольоту авіації зенітний вогонь противника був незначний, і літаки долетіли до району десантування практично без втрат. 1470 десантників першої хвилі і 74 тонни вантажів десантувалися на землю, де зав'язалися швидкоплинні бої. У зоні викидання опинилися значні запаси озброєння та матеріальних засобів противника, але невелика кількість військ, яка їх охороняла.
Сучхон захопили дуже швидко, до світанку 21 жовтня основні шляхи і комунікації, включаючи залізничне полотно були захоплені або блоковані. Проте, основне завдання — перехоплення потягу з військовополоненими виконане не було. Потяг був упущений. Але, як виявився пізніше, північно-корейці, прагнучи запобігти можливості перехоплення транспорту, вивантажили полонених і розстріляли. Вранці 21 числа, бойова охорона 2-го батальйону виявила, на невеликій відстані від населеного пункту Мьонгуч-Ам, тіла 75 американських військовополонених і ще 18 були важко поранені, в поспіху їх просто не встигли добити. Тіла решти військовополонених знайти не вдалося і їхня доля залишилася невідомою.
З 1951 по 1962 роки 150 C-119 модифікацій C, F і G перебували на службі в авіаційних підрозділах американських ПС в Європі (USAFE), як основні «тяглові» одиниці для повітряних перевезень від Гренландії до Індії. Аналогічна кількість літаків служила на Тихому океані та на Далекому Сході у складі Далекосхідних ПС (FEAF). C-119 продовжували літати до 1962 року, поступово їх замінювали на сучасніші, у Стратегічному повітряному командуванні літаки перебували на дійсній службі з 1955 до 1973 року.